# Pulgão-lanígero-das-macieiras
O pulgão-lanígero-das-macieiras (Eriosoma lanigerum) é um afídio que coloniza macieiras e marmeleiros, sendo facilmente reconhecível pelo aspectos felpudo e branco das suas colónias devido ao aspecto filamentoso do seu revestimento. Diminuem a rentabilidade destas árvores, ao interferir na circulação de seiva, além de ocasionarem outros problemas secundários. A espécie, tal como se pode verificar pelos nomes científicos que lhe têm sido atribuídos, tanto é inserida por alguns taxonomistas na família Aphididae, como na família Pemphigidae.
As formas ápteras medem cerca de 2 mm de comprimento,com um corpo negro-púrpura escondido sob o seu revestimento filamentoso. As formas aladas têm corpo castanho e revestimento filamentoso menos denso. Os sinfúculos são muito reduzidos, assemelhando-se a meros poros.
A espécie é originária da América. No seu ambiente originário reproduz-se de forma sexuada num hospedeiro primário, o olmo americano (Ulmus americana), onde deixa os ovos durante o inverno. Na Europa, reproduzem-se somente partenogenicamente, passando o inverno sob a forma de ninfas nas anfractuosidades da casca e raízes dos seus hospedeiros.
O controlo biológico é possível, principalmente incentivando o desenvolvimento da espécie Aphelinus mali, que parasita este tipo de pulgão.

## Sinónimos
- Eriosoma lanigerum, Hausmann, 1802
- Coccus mali, Bingley, 1803
- Aphis lanata, Salisbury, 1816
- Eriosoma mali, Leach, 1818
- Myzoxylus mali, Blot, 1831
- Aphis lanigerum, Hausmann, 1802,
- Myzoxylus laniger
- Myzoxylus lanigerus, Hausmann, 1802
- Schizoneura lanigera, Gillette, 1908
- Aphis lanigera, Hausmann, 1802